# Paolo Rendacio
Paolo Rendacio, auch Randacio und Paolo da Paterno (* 1435 in Paterno Calabro; † 1. April 1521 ebenda) war nach Franz von Paola gewählter Generaloberer des Paulanerordens.
Ab 1445 gehörte er zu den ersten Brüdern der Gemeinschaft von Franz von Paola.
Er wurde vom Erzbischof von Cosenza Pyrrhus Caracciolo (20. November 1452 – 1. August 1481) zum Priester geweiht.
Er wird als wundervollbringend, aber ansonsten tugendhaft beschrieben.
Er gehörte zu den Initiatoren der Klöster Paterno und Crotona.
Der unerwartete Tod des Ordensgründers am 2. April 1507 zwang Pater Bernardino Otranto, das Generalkapitel einzuberufen, um den Nachfolger des Franz von Paola als Ordensleiter zu wählen. Da für die Einberufung des Kapitels für den folgenden 13. Mai, die Feierlichkeit der Himmelfahrt des Herrn, mit einem Brief von Julius II. vom 31. Mai keine Zeit blieb, wurde die Wahl auf den 29. September verschoben, den Festtag des Erzengels St. Michael. Da die Ordensregel festlegt, dass die Wahlkapitel der Provinz genau am 29. September abgehalten werden müssen, verschob Julius II. mit einem weiteren Brief am 27. Juli die Feier des Generalkapitels auf Weihnachten, damit die vier Provinzen das verwandte Kapitel feiern können.
Am 29. September 1507 fand daher das erste Kapitel dieser Alma-Provinz des heiligen Franziskus statt, aus dem der Diener Gottes, Pater Paolo da Paterno, gewählt wurde.
Er nahm am ersten Generalkapitel von 1507 als Provinzial von Kalabrien teil und war Teil der Gruppe, die sich zunächst gegen das Gelübde der Fastenzeit aussprach. In dieser Kapitelsitzung wurde er zum Provinzial der neu gebildeten römischen Provinz ernannt.

## Bibliografie
- Giuseppe M. Roberti, Disegno storico dell’Ordine dei Minimi, Bd. I, Rom, 1902, S. 61–69.
- Giuseppe Fiorini Morosini, Charisma penitenziale di S.Franceso di Paola und dell'Ordine dei Minimi. Storia e spiritualità, Rom, 2000, p. 195, n.20.